# カベール
『カベール』(Cabal）は、TAD開発のアーケード用アクションシューティングゲーム。1988年タイトーより発売。

## 概要
秘密結社ラバックの傭兵フレディーとケニーは特命により敵国に潜入し、難攻不落のアリクソン要塞を壊滅させる。
データイースト社からスピンアウトしたTADの処女作である。「プレーヤーが銃を模したコントローラー（ガンコン）を操作して画面の中の敵を撃つ」という形式のゲーム（ガンシューティングゲーム）と似通った画面構成だが、本作品は画面内に自キャラが存在し（ガンの照準と同時に自キャラを操作する必要がある）、ガンコンではなく通常のアーケードコントローラー（アケコン）を操作して敵を撃つという形式のゲーム（アクションシューティングゲーム）となっている。しかし、アクションシューティングの形式としては、当時の主流だった『戦場の狼』（カプコン）タイプの見下ろし型ではなく、視点を地面と並行にしたフロントビューとなっている点が画期的であり、このタイプのゲームの嚆矢となった。
日本ではこのようなカベールタイプのゲームのジャンルは特定の呼び方がないが、海外では『カベール』がかなりヒットしたこともあり、シューティング（shooter）のサブジャンルとしてそのまま「Cabal shooter」と呼ばれている。このようなカベールタイプのゲームは、フル3Dによるサードパーソン・シューティングゲーム（TPS）登場以前の、2D時代における擬似3Dアクションシューティングゲームの様式の一つとなり、『ダイナマイトデューク』（セイブ開発） 『NAM-1975』（SNK）『ワイルドガンズ』 （ナツメ）『罪と罰』（トレジャー）『銃武者羅』（ミッチェル）『ゾンビ イン ワンダーランド』（アカオニ・スタジオ）など多くのフォロワーを生んだ。
また、敵だけでなく建物や地形など画面内のあらゆる物を破壊できるのも特徴で、破壊すると得点やアイテムなどがゲットできる。この要素は他の多くのカベールタイプのゲームにも受け継がれている。
ステージをクリアするとプレーヤーキャラが、ゲーム本編のハードな世界観を無視するように、おちゃらけたBGMと共に、間抜けなガニ股ポーズで踊りながら画面奥に走り去る意味不明な怪演出がなされており、データイースト作品に見られるバカゲー要素を引き継いているとされ、所謂「デコゲー」ファンから、本作の象徴とも言われている。
日本でのリリースはアーケードのみだが、海外では『JuJu伝説』と並んで多くのコンシューマー機に移植された。アーケード筐体は初期に生産されたトラックボールタイプと、後期に生産されたジョイスティックタイプがある。
販売元はタイトーであるが、トラックボールに使用されているフォトセンサーはタイトー製ではなく「テーカンワールドカップ」等に使用されているテーカン製である為、過去のテーカン作品のトラックボール使用タイトルや、コナミの「コンバットスクール」と互換性がある。